# Ruta 66 (serie de televisión)
Ruta 66 es una serie de televisión dramática, estadounidense, que fue emitida a través de la red de televisión CBS (Columbia Broadcasting System), desde el 7 de octubre de 1960, hasta el 20 de marzo de 1964 con un total de 116 episodios, en 4 temporadas. 

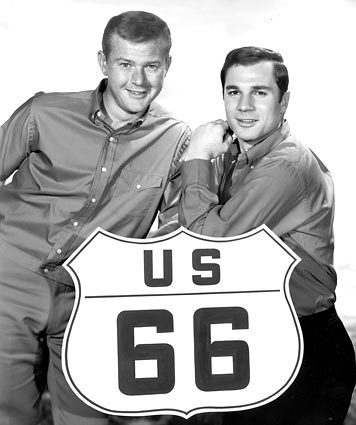
Martin Milner y George Maharis fueron Tod Stiles y Buz Murdock en la serie Ruta 66

 Creada por el productor Herbert B. Leonard y el escritor Stirling Silliphant, quien elaboró el guion de la mayoría de los episodios. Fue filmada y emitida en “blanco y negro” durante todo su ciclo.
La serie siguió el viaje de dos jóvenes, Tod Stiles y Buz Murdock, que atravesaron los Estados Unidos en un automóvil Chevrolet Corvette convertible, y los acontecimientos y consecuencias que rodeaban sus viajes, viviendo una historia distinta en un lugar diferente, en cada episodio.   
El viaje se inició a través de la ruta 66, carretera interestatal de los EE. UU. que dio nombre al programa.
El Chevrolet Corvette convertible que conducían Tod y Buz, se transformó en "el símbolo" del programa.

## Concepto de la serie

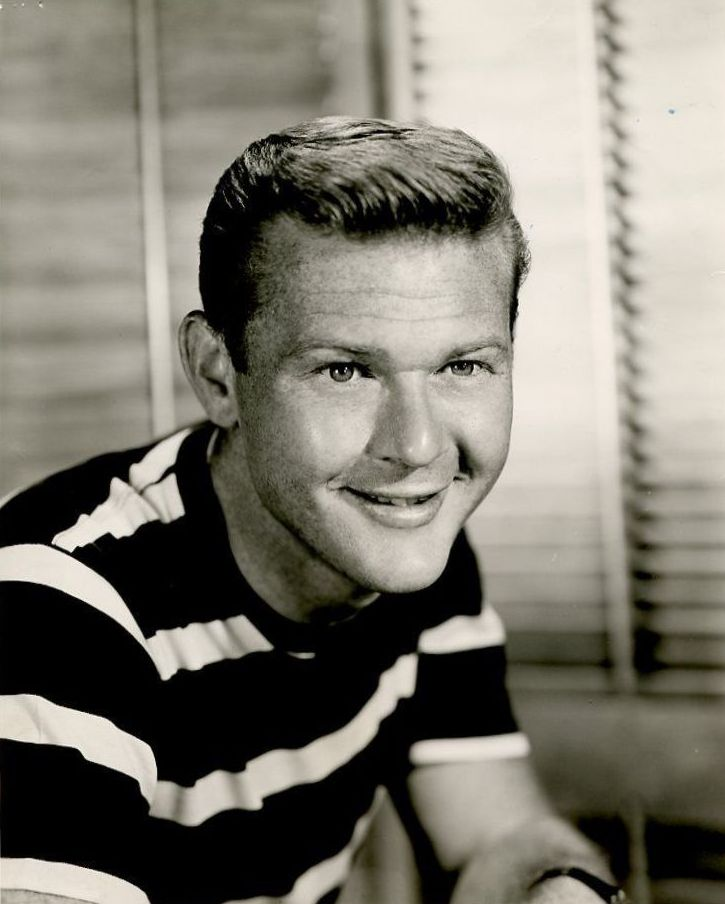
Martin Milner - fotografía de 1960

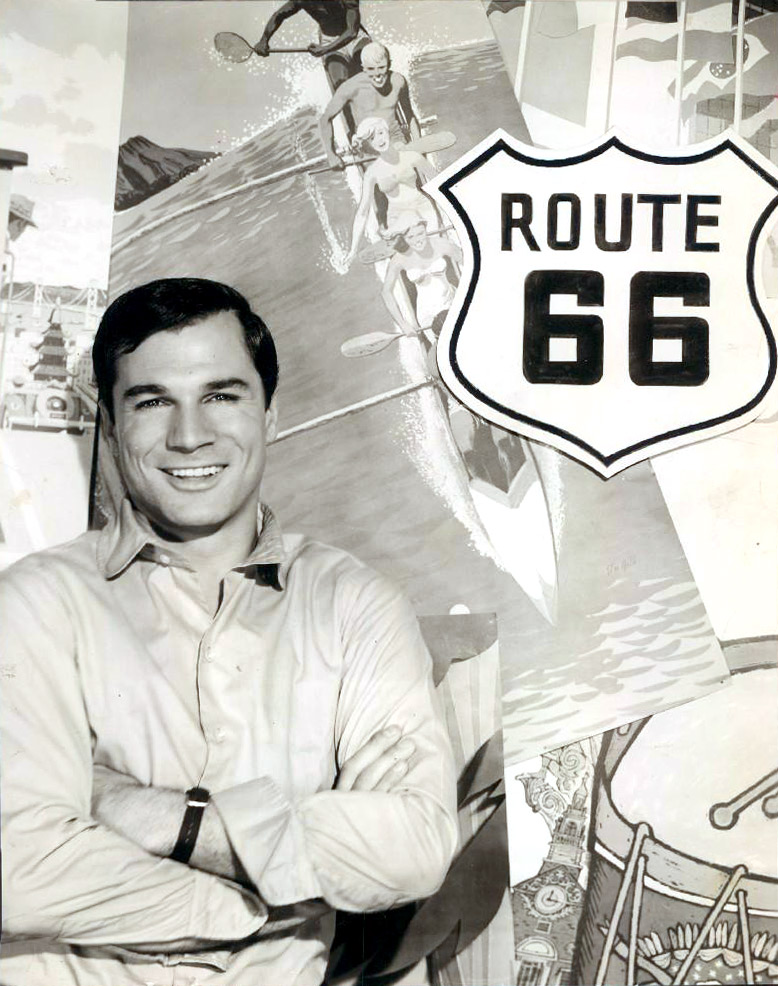
George Maharis - fotografía de 1962

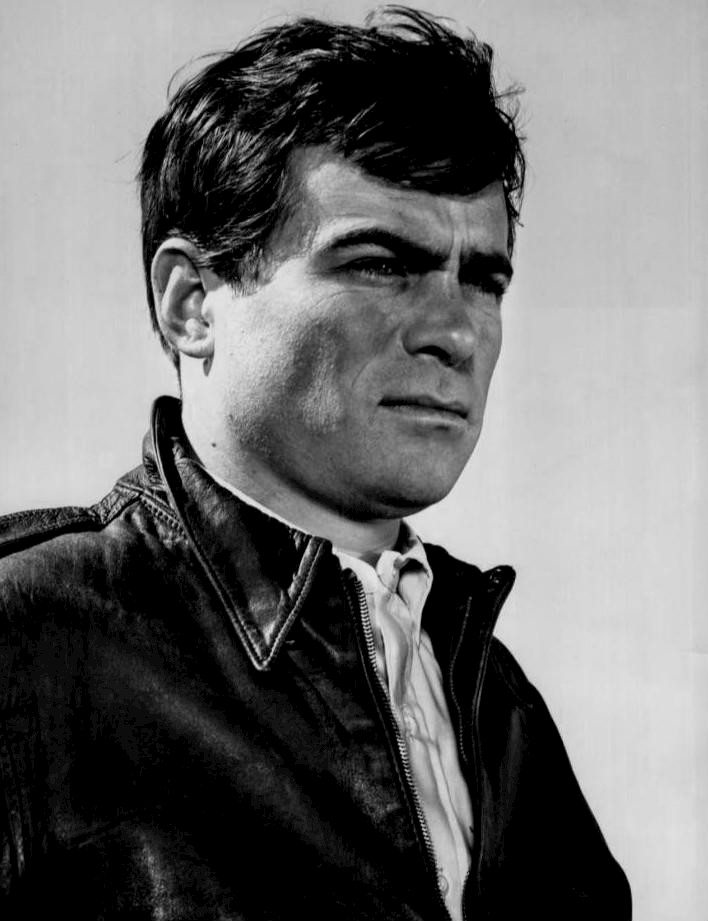
Glenn Corbett - fotografía de 1963

### Perfil de los personajes
Tod Stiles  (interpretado por Martin Milner), un recién graduado de la universidad de Yale, provenía de un ambiente de riqueza y privilegios, su padre era dueño de una empresa de transporte marítimo, sus primeros años los pasó en Nueva York y Connecticut. Después de la muerte de su padre, Tod descubrió que el negocio había ido a la bancarrota. El único legado dejado a Tod era un nuevo automóvil Chevrolet Corvette. 
Interpretado por el pulcro Martin Milner, Tod Stiles era la personificación del hombre decente y honesto. 
Buz Murdock (interpretado por George Maharis), un amigo y exempleado de su padre, por su parte, era un huérfano que había trabajado con el padre de Tod como obrero en uno de sus barcos en la ciudad de Nueva York.
Buz era menos formal que Tod, más suelto, más a la moda, y con más de actitudes de la “Generación Beat”. 
Aunque los dos personajes comparten un respeto mutuo el uno al otro.

### La trama
Después de la muerte del Sr. Stiles, y posterior colapso de su negocio, Tod y Buz decidieron ir en el Corvette en un viaje a través de EE. UU. en busca de trabajo, aventuras, y en busca de sí mismos.
Van tomando distintos trabajos a lo largo de su viaje, llevándolos a tener contacto con personas con problemas, o familias disfuncionales que necesitan ayuda. Las interacciones con los lugareños y la ayuda brindada por Tod y Buz fueron el tema principal del programa. Los primeros episodios fueron, políticamente, cargados de drama y tratan sobre temas profundos,  donde se enfocaron problemas reales de la época.
Los dos personajes principales no fueron el enfoque en ningún episodio determinado, y sus historias de fondo se revelaban sólo en ocasionales referencias a través de episodios muy espaciados. Tod y Buz simbolizaban la juventud inquieta en busca de sentido a principios de 1960.

### Un incidente
Hacia el final de la segunda temporada, George Maharis estuvo ausente durante varios episodios, debido a un brote de hepatitis infecciosa. Volvió para el inicio de la tercera temporada, pero de nuevo se ausentó por varios episodios. En consecuencia, en numerosos episodios Tod viajó en solitario (13 en total), mientras la serie justificaba la ausencia del personaje diciendo que Buz estaba en el hospital, enfermo con "ecovirus”. En estos episodios Tod fue visto a menudo escribiendo cartas a Buz, o teniendo una conversación telefónica unilateral con él. Buz hizo su aparición final en un episodio de enero de 1963, a continuación el personaje salió de la serie sin una explicación definitiva.

### Reemplazo de un personaje

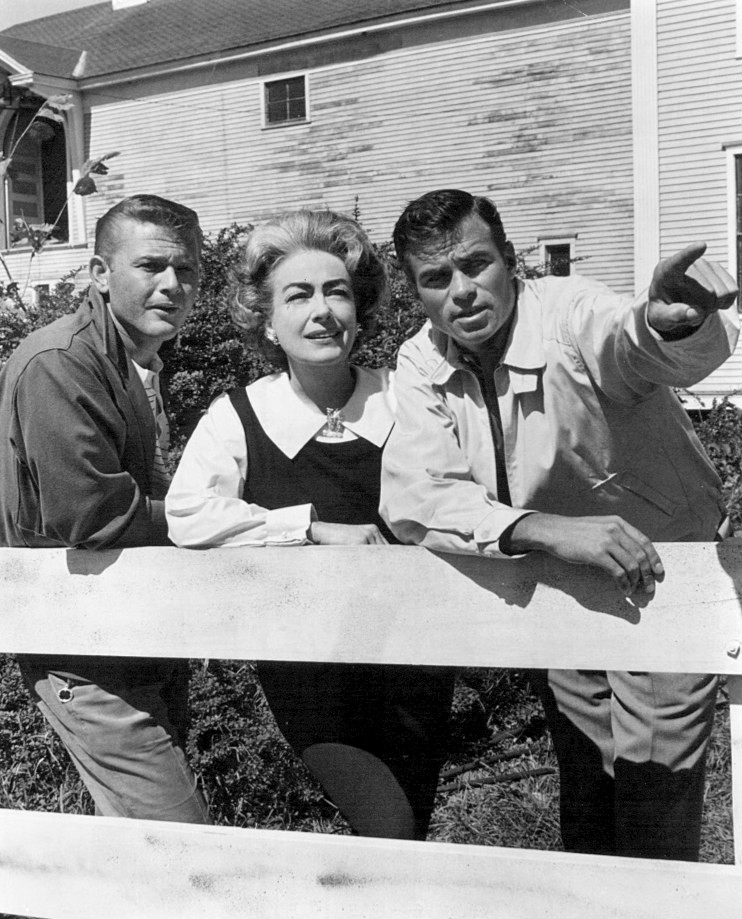
Martin Milner, Joan Crawford y Glenn Corbett en Ruta 66 de 1964

Después de cinco historias consecutivas viajando en solitario, en marzo de 1963, Tod ganó un nuevo compañero de viaje llamado Lincoln Caso (interpretado por Glenn Corbett). Un personaje más oscuro que Buz Murdock, era un veterano de Vietnam recientemente salido de baja del ejército, atormentado por su pasado. Tod y Lincoln se conocieron en el episodio " A cincuenta millas de su casa". Allí, se convirtió en el nuevo compañero de viaje. Lincoln era más introspectivo que el feliz y despreocupado Buz, con un temperamento explosivo a veces, no obstante era un acompañante de confianza, así el dúo continuó sus viajes.

### Epílogo
La serie concluyó en Tampa, Florida, con el capítulo en dos episodios "Donde hay una voluntad, hay un camino", en el que Tod Stiles se casó, y Lincoln Caso anunció su intención de volver a casa, con su familia en Texas.

## La producción de la serie

### Lugares de filmación
La serie Ruta 66 es bien recordada por su cinematografía y los hermosos lugares de filmación. El guionista y productor Stirling Silliphant viajó por el país con Sam Manners, un gerente de locación, explorando una amplia gama de escenarios y de escritura de guiones para que coincidieran con la configuración. Los actores y equipo de filmación llegarían unos meses más tarde. Lugares memorables incluyen un campamento maderero, un viñedo de California, barcos camaroneros, una plataforma petrolífera en alta mar, y el dique “Glen Canyon Dam” en el río Colorado al norte de Arizona, mientras aún estaba en construcción.
El programa tenía poca conexión con la carretera de EE. UU. que proporcionaba su nombre. La mayor parte de los lugares de filmación estaban lejos de la ruta 66, conocida como "la ruta-madre", que pasa sólo a través de ocho estados, mientras que la serie fue filmada en 25 estados de EE. UU. , más un episodio en Toronto, Canadá.
- La Ruta 66, la carretera de EE. UU. fue referida brevemente tan sólo en los tres primeros episodios de la serie.

- Ruta 66, es una de las pocas series en la historia de la televisión en ser filmada en su totalidad en una carretera.

Este programa se hizo en momentos en que EE. UU. era mucho menos homogéneo de lo que es ahora,  la gente, sus acentos, medios de vida, orígenes étnicos y actitudes variaban mucho de un lugar a otro. Del mismo modo, los lugares eran visualmente muy diferentes entre sí, el medio ambiente, arquitectónicamente, los bienes y servicios disponibles, etc.

### El automóvil
Los televidentes siempre sintieron curiosidad por el color del automóvil que nunca se distinguió en la pantalla, porque la serie fue emitida en blanco y negro en su totalidad. 

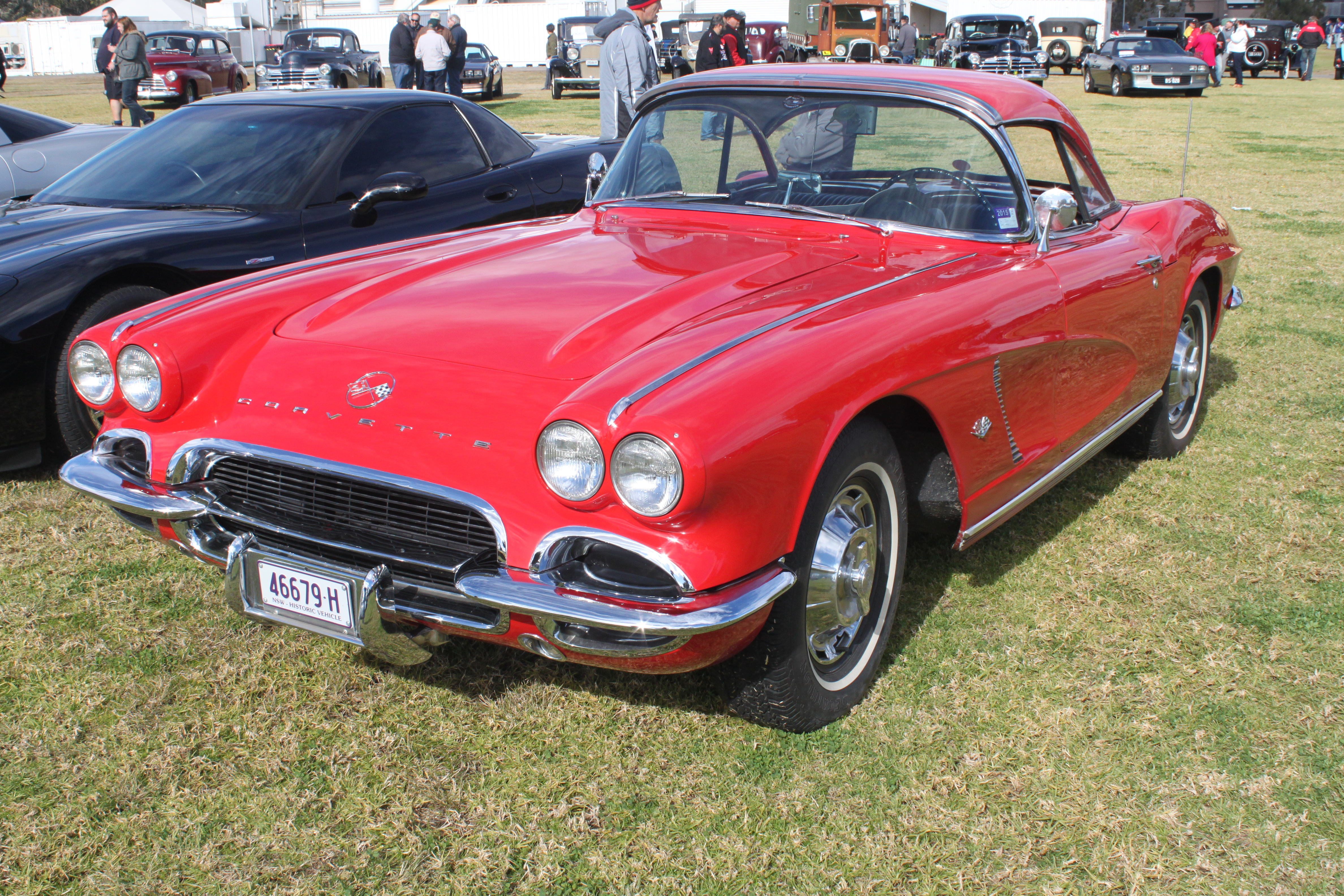
Chevrolet Corvette C1 modelo 1961

George Maharis dijo en una entrevista en 1986, la gente suele preguntar sobre "el Corvette rojo”. De acuerdo con Maharis, el Corvette nunca fue rojo. El error puede deberse a la ilustración de la caja de un juguete, “el juego oficial de Ruta 66”, fabricado por  “Juguetes Transogram” en 1962, que mostró a Tod y Buz en un modelo de color rojo.
- Era de color “azul claro” en la primera temporada, en el que un Corvette convertible 1960 apareció en el episodio piloto, y un Corvette convertible 1961 se utilizó en todos los episodios posteriores.
- Era de color “beige” para la segunda temporada, un Corvette Fawn convertible 1962. Aunque en el episodio "caminar con la serpiente" se lo describió como “verde”.
- Era de color “Bronceado silla de montar” (o tostado) para la tercera y cuarta temporadas,  Corvette Stingrays convertible 1963 y 1964, respectivamente.

Esos colores fueron elegidos por fotografiar bien en “blanco y negro”, el director de fotografía de la serie se quejó de que el coche azul reflejaba demasiada luz.

### La música
El tema musical del programa fue instrumental, caracterizado por un solo de piano, compuesto e interpretado por Nelson Riddle.

## Elenco
- Martin Milner ... Tod Stiles
- George Maharis ... Buz Murdock
- Glenn Corbett ... Lincoln Caso

## Estrellas invitadas

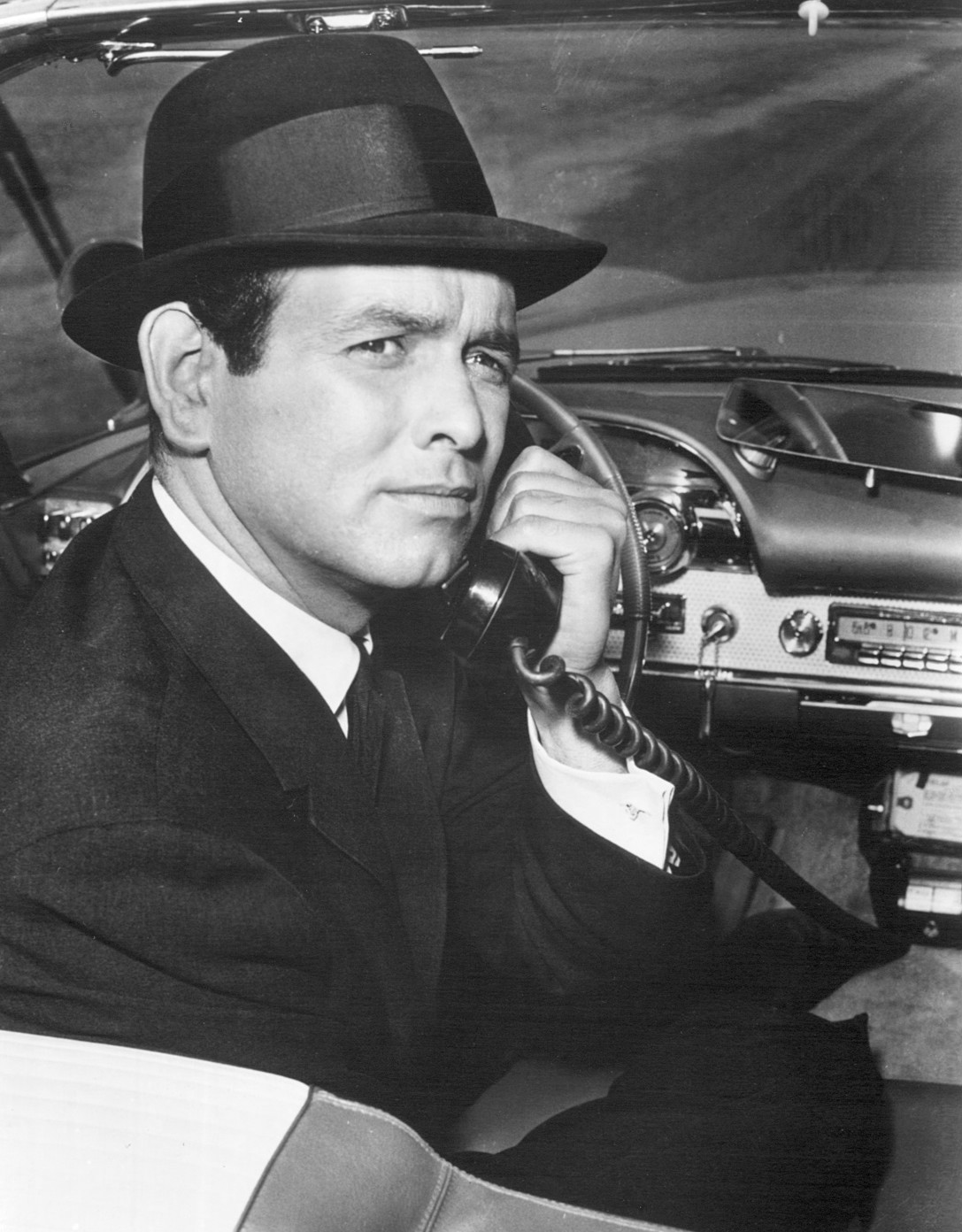
David Janssen futuro protagonista de "El Fugitivo" actuando en Ruta 66 de 1962

La lista de actores invitados a Ruta 66 es extensa, debido a que en cada episodio se debía integrar nuevos grupos de actores para historias distintas, incluye varios actores que más tarde pasaron a la fama, figuran estrellas como Joan Crawford, Buster Keaton, Suzanne Pleshette, Robert Duvall, Robert Redford, Julie Newmar y David Janssen.
Se contó con Lon Chaney Jr., Peter Lorre, y Boris Karloff interpretándose “a sí mismos”, con este último luciendo su famoso monstruo de Frankenstein, maquillado así por primera vez en 25 años, y Chaney repitiendo su papel como el Hombre Lobo.
Otras estrellas invitadas notables fueron Elizabeth Ashley, James Caan, James Coburn, Richard Basehart, Barbara Eden, Lee Marvin, Walter Matthau, Patty McCormack, Leslie Nielsen, Dick York, Gene Hackman, Ron Howard, George Kennedy y Burt Reynolds, son algunos pocos nombres de una muy larga lista.